# Francesc de Borja Moll i Casasnovas

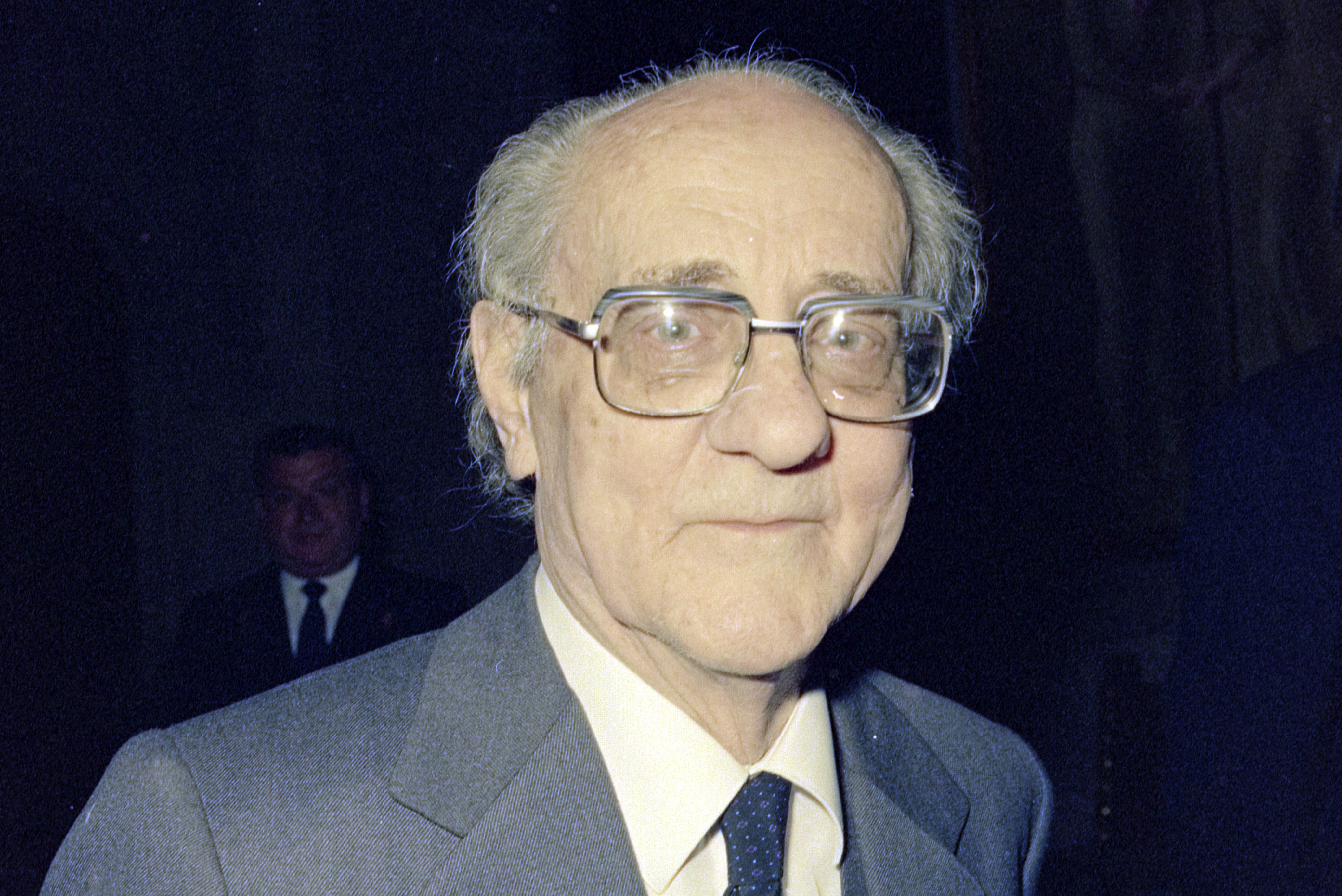
Francesc de Borja Moll i Casasnovas (1983)

Francesc de Borja Moll i Casasnovas (* 10. Oktober 1903 in Ciutadella, Menorca; † 18. Februar 1991 in Palma, Mallorca) war ein menorquinischer Sprachwissenschaftler, Philologe und Autor vieler Werke der katalanischen Sprache und der gesprochenen Varianten der Baleareninseln. Als sein bedeutendes Werk gilt El Diccionari català-valencià-balear.

## Leben
Von 1912 bis 1920 studierte er Philosophie und Theologie am Priesterseminar von Menorca. Im Jahre 1921 zog er nach Mallorca und arbeitete zusammen mit seinem Mentor Pater Antoni Maria Alcover an der Vorbereitung des Diccionari Català-Valencià-Balear. Nach dem Tode seines Lehrers übernahm er 1932 das gewaltige Werk, das er zu seinem Lebenswerk machte, und führte es 1962 mit dem 10. Band (bzw. 1968, wenn man die Überarbeitung der ersten beiden Bände hinzurechnet) zu Ende.
Moll war Ehrendoktor der Universitäten Basel, Barcelona, Valencia und der Balearen.
1934 gründete Moll einen eigenen Verlag als Fortsetzung seiner kulturellen Arbeit. Die ersten Ausgaben von L'Editorial Moll waren die 10 Bände des Wörterbuches Diccionari Català-Valencià-Balear. Derzeit sind mehr als 1000 Titel im Verlagsangebot mit einer breiten Palette von Themen der katalanische Literatur.

## Auszeichnungen
- 1983, Medalla d’Or de la Generalitat de Catalunya
- 1983, Medalla d’Or de la Comunitat Autònoma de les Illes Balears

## Werke
- (mit Antoni Maria Alcover, unter Mithilfe von Manuel Sanchis Guarner und Anna Moll Marquès) Diccionari català-valencià-balear. Inventari lexicogràfic i etimològic de la llengua catalana en totes les seves formes literàries i dialectals, 10 Bde., Palma 1926-1968, 1978-1979, 1993 (1, 1926, 1964; 2, 1935, 1968; 3-10, 1956-1962)
- Suplement catalá al "Romanisches etymologisches wörterbuch" (1931)
- Cançons populars mallorquines (1934)
- Rudiments de gramàtica normativa, Palma de Mallorca 1952, 1962, 2. Auflage u. d. T. Gramatica catalana referida especialment a les Illes Balears, 1968, 14. Auflage 2008 (zuerst 1937 u. d. T. Rudiments de gramàtica preceptiva)
- Gramática histórica catalana, Madrid 1952 (katalanisch: Gramàtica històrica catalana, hrsg. von Joaquim Martí Mestre, Valencia 2006)
- Els llinatges catalans (1959, ISBN 84-273-0425-0)
- Un home de combat: Mossèn Alcover (1962)
- Epistolari del Bisbe Carsalade a Mossèn Alcover (1965), ISBN 84-273-4042-7
- Els meus primers trenta anys 1903-1934 (1970), ISBN 84-273-0201-0
- Polèmica d'en Pep Gonella (1972).
- L'home per la paraula (1974), ISBN 84-273-0371-8
- Els altres quaranta anys 1935-1974 (1975), ISBN 84-273-0408-0
- Diccionari Català-Castellà (1977) 12. Auflage 2004
- Diccionari Castellà-Català (1978) 6. Auflage 1987
- Cinc temes menorquins (1979)
- El parlar de Mallorca (1980), ISBN 84-273-0633-4
- Textos i estudis medievals (1982), ISBN 84-7202-517-9
- (mit Aina Moll-Marqués) Diccionari escolar Català-Castellà, Castellà-Català, Palma de Mallorca 1984, 2001 ISBN 84-273-0836-1
- "Autobiografía intelectual", Anthropos 44, 1984, p.7.
- "L'aventura editorial d'un filòleg", Anthropos44, 1984, p.17.
- Curso breve de español para extranjeros: elemental (1991), ISBN 84-273-0030-1
- Curso breve de español para extranjeros: superior (1991), ISBN 84-273-0349-1

### Veröffentlichungen nach seinem Tod
- Promptuari d'ortografia (1999), ISBN 84-273-0032-8
- Epistolari Joan Coromines-Francesc de Borja Moll (2000) ISBN 84-273-0836-1
- Exercicis de gramàtica (ISBN 84-273-0180-4)
- Gramàtica catalana (ISBN 84-273-0044-1)
- Llengua de les Balears 1 (ISBN 84-273-0002-6)
- Llengua de les Balears 2 (ISBN 84-273-0004-2)
- Obres completes de Francesc de B. Moll, hrsg. von Maria Pilar Perea, 3 Bde., Barcelona 2003-2006

## Bibliografie
- Francesc de B. Moll, Els meus primers trenta anys 1903-1934, Palma 1970, und ders. Els altres quaranta anys 1935-1974, Palma 1975 (auch in: Obres completes)
- Homenatge a Francesc de B. Moll, 3 Bde., Barcelona 1979
- Epistolari Joan Coromines-Francesc de Borja Moll, Barcelona 2000
- Homenatge a Francesc de Borja Moll, Palma de Mallorca 2003
- Francesc de B. Moll a l'inici del segle XXI, hrsg. von Maria Pilar Perea, Barcelona 2003
- Joan Miralles i Monserrat, Francesc de B. Moll. L'home dels mots, Palma de Mallorca 2003
- Maria-Pilar Perea, "The history of a multi-dialectal catalan dictionary: The Diccionari català-Valencà-Balear". In: Historical Dictionaries and Historical Dictionary Research, hrsg. von Julie Coleman und Anne McDermott. Tübingen 2004, S. 109–118.
- Joan Miralles i Monserrat, Francesc de B. Moll i la llengua literària, Universitat de les Illes Balears. Departament de Filologia Catalana i Lingüística General, Publicacions de l'Abadia de Montserrat, Barcelona, 2005. ISBN 84-8415-716-4.
- Narcís Iglésias, Els inicis del "Diccionari Català-Valencià-Balear" a través de l'epistolari d'Antoni M. Alcover i Francesc de B. Moll amb Josep Calveras (1926-1963), Barcelona 2008